# تاداشي موراكامي
تاداشي موراكامي هو منافس ألعاب قوى ياباني، (و. 1912  م).

## وصلات خارجية
- تاداشي موراكامي على موقع أوليمبيديا (الإنجليزية)